# لي يو مي
لي يو مي ( بالكورية :  이유미 ؛ من مواليد 18 يوليو 1994) هي ممثلة كورية جنوبية. اشتهرت بدور جي يونغ في لعبة الحبار (2021)، ونايون في مسلسل كلنا اموات (2022).

## النشأة
ولدت لي يو مي في 18 يوليو 1994 في جيونجو بكوريا الجنوبية.

## المسار المهني

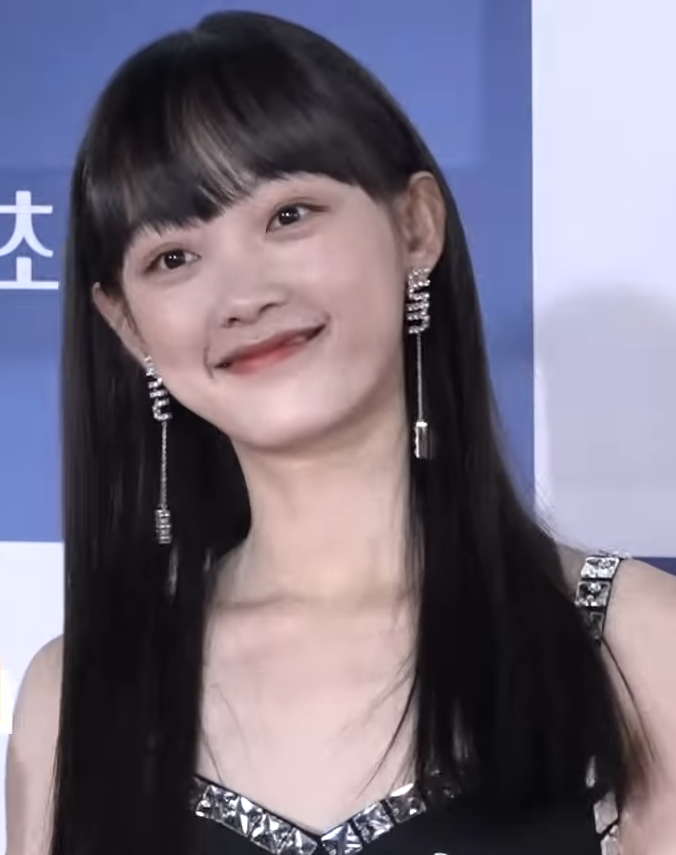
لي يو مي، 2021

بدأت حياتها المهنية في التمثيل عام 2010 مع ظهورها لأول مرة في فيلم الإثارة البحر الأصفر . في السنوات التالية، اقتصر عملها على أدوار ثانوية في العديد من المسلسلات السينمائية والتلفزيونية.
في 28 سبتمبر 2020 ، تم الإعلان عن توقيع لي يو مي عقدًا حصريًا مع فارو انترتينمنت.
في عام 2021 ، برزت لي يو مي خارج كوريا الجنوبية لدورها في جي يونغ (رقم 240) في سلسلة نتفليكس لعبة الحبار . بعد النجاح الدولي للمسلسل، زاد عدد متابعي لي يو مي على انستقرام من 40.000 إلى أكثر من 6.5 مليون في غضون أيام.
في عام 2022 ، لعبت دور البطولة في دور لي نايون في مسلسل الزومبي كلنا موتى على نتفليكس.
نجحت الممثلة الصاعدة لي يو مي في سرقة قلوب المشاهدين من خلال الدراما التي حققتها ” لعبة الحبار ” و ” كلنا اموات “. مؤخرًا، ظهر لي يو مي في عدد فبراير من مجلة Esquire Korea.
خلال المقابلة ، سُئلت لي يوم مي عن قصة نجاحها في مسلسل نتفليكس “لعبة الحبار” و “كلنا موتى”. عندما سُئلت عن عدد المرات التي أجرت فيها الاختبار على مشروع درامي ، أجابت لي يوم مي أنه وصل إلى 400 مرة.

## فيلموغرافيا

### مسلسلات تلفزيونية
| عام  | عنوان                      | الدور                | قناة البث   | ملاحظة                 | المراجع |
| ---- | -------------------------- | -------------------- | ----------- | ---------------------- | ------- |
| 2010 | فتى المستقبل               | سيو يون دو           |             |                        | [ 4 ]   |
| 2015 | تشيو يونغ 2                | سونغ دا جونغ         | او سي ان    | دور الكاميو (الحلقة 6) | [ 5 ]   |
| 2017 | أطفال القرن العشرين        | مي دال / جو مين هيون | ام بي سي    |                        | [ 6 ]   |
| 2018 | الصوت 2                    | هوانج هي-جو          | او سي ان    | دور الكاميو (الحلقة 3) | [ 7 ]   |
| 2018 | أرقص فقط                   | كيم دو يون           | كي بي اس 2  |                        | [ 8 ]   |
| 2019 | دكتور جون                  | نا كيونغ آه          | اس بي اس    |                        | [ 9 ]   |
| 2020 | الجميع هناك (دراما المسرح) | لي جيو جين           | كي بي اس 2  |                        | [ 10 ]  |
| 2020 | 365: تكرار السنة           | كيم سي رين           | ام بي سي    |                        | [ 11 ]  |
| 2022 | المدرب العقلي جيغال        | تشا جا يول           | تي في ان    |                        | [ 12 ]  |
| 2023 | الفتاة القوية نام سون      | جانغ نام سون         | جي تي بي سي |                        | [ 13 ]  |

### مسلسلات ويب
| عام  | عنوان                  | الدور                  | الشبكة  | المراجع       |
| ---- | ---------------------- | ---------------------- | ------- | ------------- |
| 2018 | عصر تافه في المدينة    | سين نا را              |         | [ 14 ] [ 15 ] |
| 2018 | من الجيد أن تكون حساسًا | يي-جي                  |         | [ 16 ]        |
| 2021 | لعبة الحبار            | جي يونج (لاعب رقم 240) | نتفليكس | [ 17 ]        |
| 2022 | كلنا أموات             | لي نا يون              | نتفليكس | [ 18 ]        |

## روابط خارجية
لي يو مي على موقع IMDb (الإنجليزية)
- لي يو مي على موقع ألو سيني (الفرنسية)
- لي يو مي على موقع قاعدة بيانات الفيلم (الإنجليزية)
- لي يو مي على موقع كينوبويسك (الروسية)

لي يو مي في هانسينما